# Jacqueline Saburido
Jacqueline Saburido (phát âm tiếng Tây Ban Nha: [ɟʝakeˈlin saβuˈɾiðo]; 20 tháng 12 năm 1978 – 20 tháng 4 năm 2019) là một nhà hoạt động người Venezuela và người sống sót bị bỏng đã vận động chống lại lái xe khi say rượu. Sau một vụ tai nạn xe hơi vào năm 1999, Saburido đã bị bỏng 60% cơ thể; cô tiếp tục xuất hiện trong các quảng cáo lái xe say rượu và hai lần là khách mời trong The Oprah Winfrey Show. Cô cũng không thành công khi cố gắng trở thành bệnh nhân ghép mặt đầu tiên của Anh.

## Tuổi thơ và tai nạn
Là con duy nhất của Rosalia và Amadeo Saburido, cô sống ở Caracas, Venezuela, trong suốt thời thơ ấu. Sống với bố sau khi bố mẹ ly hôn, cô theo học ngành kỹ thuật với hy vọng tiếp quản công việc kinh doanh máy lạnh của gia đình.
Vào ngày 19 tháng 9 năm 1999, Saburido tham dự một bữa tiệc sinh nhật gần Austin, Texas. Cô và những người bạn của mình đã rời đi sau vài giờ, và chấp nhận đi xe về nhà do một người bạn cùng lớp lái. Một lát sau đó, chiếc xe nhỏ của họ đã bị một chiếc xe bán tải cỡ lớn do Reginald Stephey điều khiển, người đã uống rượu trước đó. Tài xế và một hành khách đã thiệt mạng, với những hành khách khác bị thương; trong số ba người sống sót, Saburido là người duy nhất bị mắc kẹt trong xe khi bốc cháy và không thể thoát khỏi ngọn lửa. Các nhân viên y tế đã dập tắt đám cháy và cố gắng đưa mọi người ra khỏi xe, nhưng ngọn lửa đã bùng lên trước khi họ có thể giải cứu Saburido; họ cũng thiếu thiết bị phù hợp để cắt rời cô ra khỏi xe. Phải 45 giây sau, xe cứu hỏa mới đến và dập tắt hoàn toàn đám cháy, đưa Saburido lên không trung thẳng tới khu chữa bỏng ở Galveston.
Saburido bị bỏng độ hai và độ ba với hơn 60% cơ thể, nhưng vẫn sống sót dù bác sĩ kỳ vọng là tử vong. Các ngón tay của cô phải cắt cụt, nhưng có đủ xương còn lại trên ngón tay cái của cô để tạo ra một ngón tay cái đối nghịch. Cô bị mất tóc, tai, mũi, môi, mí mắt trái và nhiều thị lực. Saburido sau đó đã trải qua hơn 120 ca phẫu thuật tái tạo, bao gồm cả cấy ghép giác mạc để phục hồi mắt trái.
Vào tháng 6 năm 2001, Stephey bị kết án về hai tội ngộ sát. Saburido và Stephey gặp nhau lần đầu tiên sau phiên tòa xét xử và kết án vào năm 2001. Saburido đã tuyên bố rằng Stephey "hủy hoại hoàn toàn cuộc sống của tôi", nhưng đã tha thứ cho anh ta. Về cuộc gặp, Stephey sau đó tuyên bố rằng "Điều hiện ra trong tâm trí tôi là câu nói 'Reggie, tôi không ghét bạn.' Thật là cảm động khi người ta có thể nhìn vào mắt bạn và bày tỏ lòng trắc ẩn sau tất cả những gì tôi đã gây ra ".
Saburido là một trong số 21 người bị dị tật đã tiếp cận các bác sĩ phẫu thuật tại một bệnh viện ở London để thực hiện ca phẫu thuật ghép mặt đầu tiên của Anh; cô ấy đã không được chọn. Cô tiếp tục xem xét các khả năng khác để ghép mặt ở các quốc gia và bệnh viện khác.